# Individualdistanz

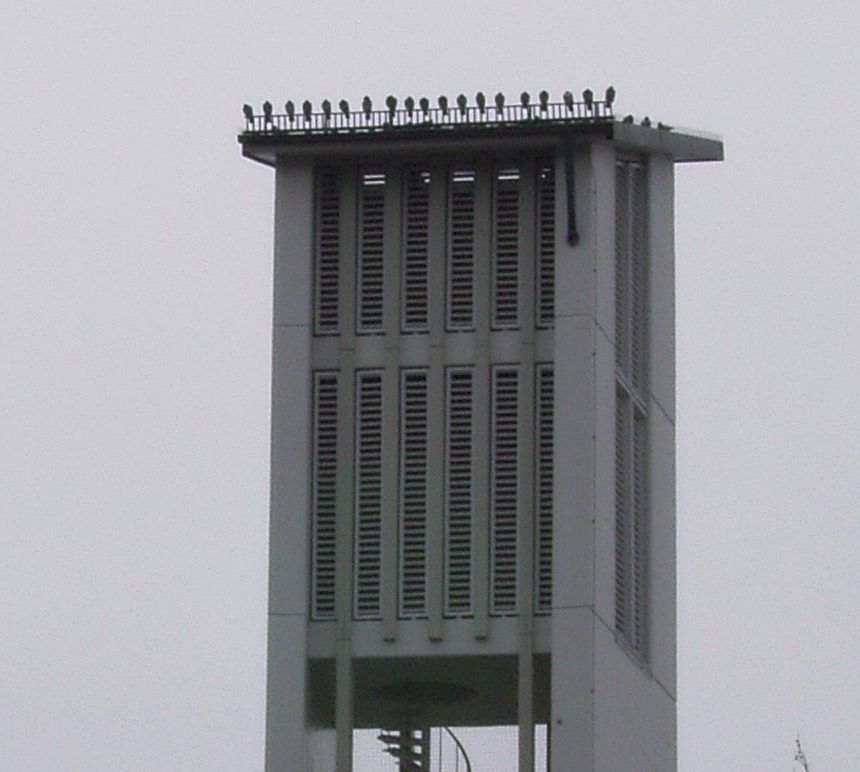
Individualdistanz bei Stadttauben auf einem Kirchturm

Individualdistanz (oder Individualabstand) ist ein Begriff aus der Verhaltensbiologie. Man versteht darunter diejenige Entfernung zu Individuen der gleichen Art, die noch ohne Ausweich- oder Angriffsreaktion geduldet wird. Von Individualdistanz spricht man hauptsächlich bei sogenannten Distanztieren (zahlreiche Vogelarten, z. B. Schwalben, viele Fischarten und die meisten Huftiere), die in der Regel direkten Körperkontakt vermeiden. Die Individualdistanz ist artspezifisch, jedoch auch von Umständen wie Jahres- und Tageszeit, Rangordnung oder Balz abhängig. Außerdem können Unterschiede in der Individualdistanz zwischen verpaarten und unverpaarten Tieren, Männchen und Weibchen oder zwischen Alt- und Jungtieren auftreten. In einigen Situationen wie Begattung, Brutpflege oder Kampf kann die Individualdistanz auch auf Null sinken. 
Zu einem vergleichbaren Phänomen beim Menschen siehe Intime Zone.